# Loris Tinelli
Loris Tinelli, né le 2 février 1999 à Esch-sur-Alzette au Luxembourg, est un footballeur luxembourgeois qui évolue au poste d'ailier droit à l'US Mondorf.

## Biographie

### Union05 Kayl-Tétange (2015)
Formé au sein du club, la carrière du joueur débute au sein de l'Union05 Kayl-Tétange, en Promotion d'Honneur. 

### RSC Anderlecht (2015-2018)
Après quelques mois en Promotion d'Honneur, le joueur s'engage avec le RSC Anderlecht en Belgique où il évoluera avec les équipes jeunes du club.

### RE Virton (2018-2019)
Après quatre ans au sein de l'équipe réserve du RSC Anderlecht, le joueur s'engage avec le RE Virton, toujours en Belgique.

### RFCU Luxembourg (2019-2022)
Après un passage difficile en Belgique, il retourne au Luxembourg en signant avec le RFCU Luxembourg, club de BGL Ligue.
À l'issue de la saison 2021-2022, le joueur remporte le premier trophée de sa carrière en battant le F91 Dudelange lors de la finale de la Coupe du Luxembourg.

### Yokohama SSC (2022-2024)
En 2022, le joueur rejoint le Yokohama SSC, au Japon, jouant en J3 League.

### RFCU Luxembourg (2024)
Après deux années d'exil au Japon, il retourne dans son pays natal en signant au RFCU Luxembourg lors du mercato hivernal 2024.

### US Mondorf (depuis 2024)
En 2024, le joueur s'engage pour trois années (ainsi que une année en option) avec l'US Mondorf, alors en BGL Ligue.

## Palmarès
| RFCU Luxembourg (1) :                        |
| -------------------------------------------- |
| - Coupe du Luxembourg (1) - Vainqueur : 2022 |